# Édouard Monnais

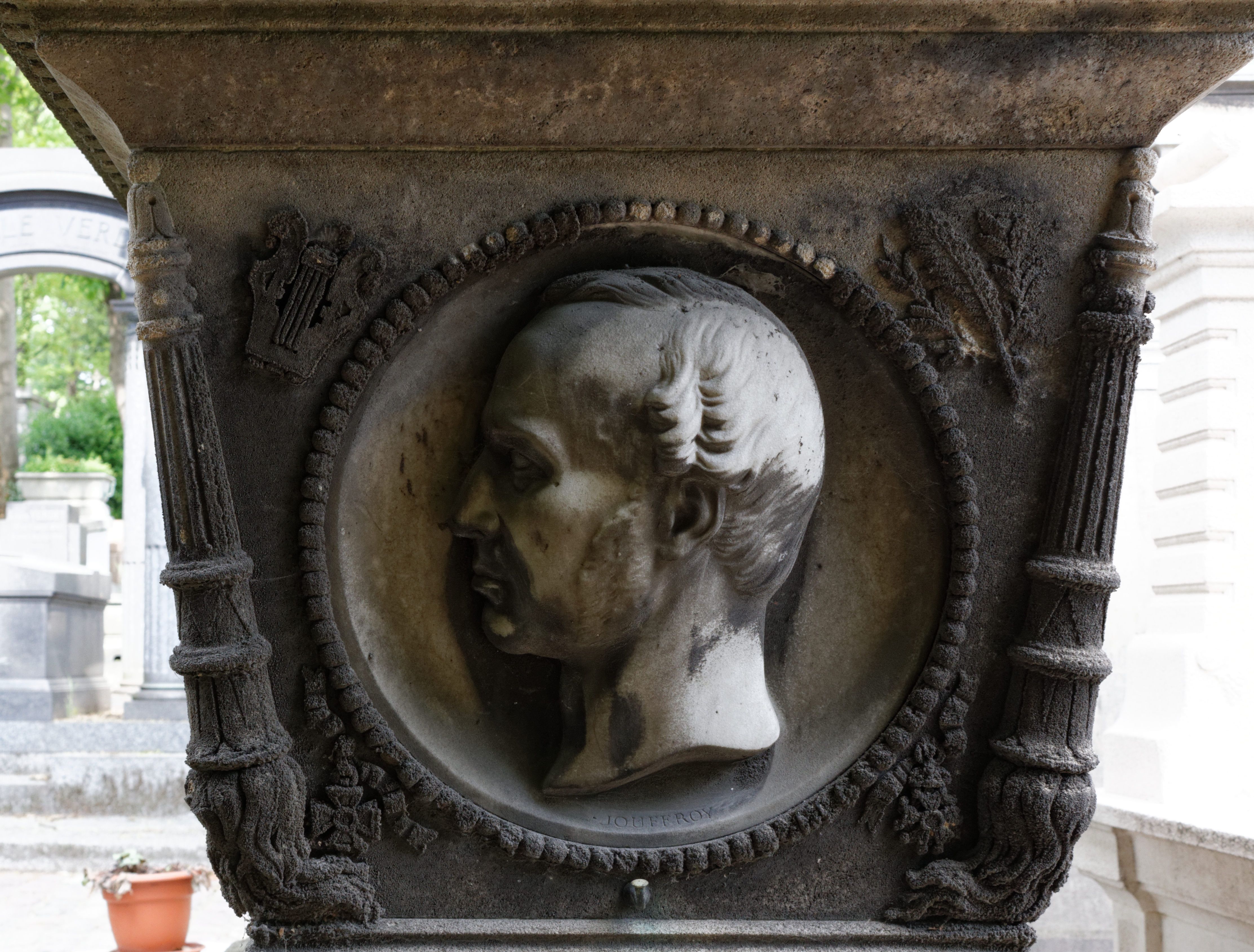
Tombe au cimetière du Père-Lachaise.

Désiré-Guillaume-Édouard Monnais, né le 27 mai 1798 à Paris et mort le 25 février 1868 à Paris 9e, est un administrateur, auteur dramatique, journaliste et écrivain musical français.

## Biographie
D'abord avocat au barreau de Paris, il se tourne vers la littérature et le journalisme avant d'obtenir en 1836 un poste au ministère de l'intérieur où il devient en 1838 Commissaire royal des théâtres lyriques royaux. De 1839 à 1847, il est codirecteur de l'Opéra de Paris avec Henri Duponchel, puis Commissaire impérial près les théâtres lyriques et le Conservatoire.
Il collabore notamment à la Revue et gazette musicale de Paris et au Courrier français, où il qualifiait les œuvres de Balzac de poèmes en prose. Il a écrit parfois sous le pseudonyme de Paul Smith.
Dans l'édition du 9 mars 1868 du Journal des débats, le célèbre critique dramatique Jules Janin rendit un vibrant hommage à l'exemplaire carrière journalistique de son confrère Édouard Monnais.
Il est inhumé au cimetière du Père-Lachaise (55e division).

## Œuvres
- Midi, ou l'Abdication d'une femme, comédie-vaudeville en 1 acte, en collaboration, Paris, Théâtre du Vaudeville, 2 février 1826
- Le Futur de la grand'maman, comédie en 1 acte, mêlée de couplets, avec Achille et Armand d'Artois, Paris, Théâtre des Nouveautés, 13 juin 1827
- La Première Cause, ou le Jeune Avocat, comédie-vaudeville en 1 acte, avec Paul Duport, Paris, Théâtre de Madame, 5 novembre 1829
- La Contre-lettre, ou le Jésuite, drame en 2 actes, mêlé de chant, avec Paul Duport, Paris, Théâtre des Nouveautés, 23 août 1830
- La Demande en mariage, ou le Jésuite retourné, comédie-vaudeville en 1 acte, avec Emmanuel Arago et Armand d'Artois, Paris, Théâtre des Variétés, 12 septembre 1830
- Les Trois Catherine, scènes historiques du règne de Henri VIII, vaudeville en 3 époques, avec Paul Duport, musique de Adolphe Adam et Casimir Gide, Paris, Théâtre des Nouveautés, 18 novembre 1830
- La Cour des messageries, tableau-vaudeville en 1 acte, avec Auguste Lecerf, Paris, Théâtre de l'Ambigu-Comique, 10 avril 1831
- La Dédaigneuse, comédie-vaudeville en 1 acte, avec Paul Duport, Paris, Théâtre du Vaudeville, 18 novembre 1831
- L'Anneau, ou Départ et Retour, comédie-vaudeville en 2 actes, en collaboration, Paris, Théâtre de l'Ambigu-Comique, 3 décembre 1832
- Le Cavalier servant, ou les Mœurs italiennes, comédie en 1 acte, mêlée de chants, avec Paul Duport, Paris, Théâtre du Vaudeville, 25 avril 1833
- Le Capitaine Roland, comédie-vaudeville en 1 acte, en collaboration, Paris, Théâtre du Vaudeville, 23 juin 1834
- La Dame d'honneur, opéra comique en 1 acte, avec Paul Duport, musique de M. Despréaux, Paris, Opéra-Comique, 4 octobre 1838
- Un ménage parisien, drame en 2 actes, avec Laurencin, Paris, Théâtre du Gymnase-Dramatique, 12 juin 1839
- Miss Kelly, ou la Lettre et l'Engagement, comédie en 1 acte et en prose, avec Paul Duport, Paris, Théâtre de la Renaissance, 25 octobre 1839
- Le Cent-Suisse, opéra comique en 1 acte, avec Paul Duport, Paris, Opéra-Comique, 17 juin 1840
- Sultana, opéra-comique en 1 acte, musique Maurice Bourges, Paris, Opéra-Comique, 16 septembre 1846
- Trénitz, vaudeville en 1 acte, avec Paul Duport, Paris, théâtre de Vaudeville, 6 décembre 1846.

Varia
- Mimili, ou Souvenirs d’un officier français dans une vallée suisse, 1827
- Éphémérides universelles, ou Tableau religieux, politique, littéraire, scientifique et anecdotique, présentant pour chaque jour de l'année un extrait des annales de toutes les nations et de tous les siècles, 13 vol., 1828-1833
- Esquisses de la vie d'artiste, 2 vol., 1844
- Les Sept notes de la gamme, 1848

## Distinctions
- Chevalier de la Légion d'honneur (décret du 10 décembre 1849[1].